# I'm Mandy Fly Me
I'm Mandy Fly Me is een single van 10cc. Hij is afkomstig van hun vierde album How Dare You! en de laatste die een "compleet" 10cc liet horen.
I'm Mandy Fly Me is een lied over de tegenstelling tussen arm en rijk. Stewart zag een poster van luchtvaartmaatschappij National Airlines met opschrift I'm Cindy Fly Me met een oproep om toch vooral te kiezen voor het luxe leven en te vliegen. Onder de poster lag een dronkaard (the world was spinning like a ball) zijn roes uit te slapen. Hij kon alleen maar over een leven als op de poster dromen. Het lied begint met een citaat uit eigen werk. Uit het lied Clockwork Creep uit 1974 werd de zinsnede "Oh, no you'll never get me up in one of these again / 'Cause what goes up must come down" gehaald. Het is via een transistorradio op de achtergrond te horen.
Het lied kende een moeilijke start. Stewart diende het in bij de groep, maar niemand zag er uiteindelijk wat in. Na een concert kwam Godley echter bij Stewart en die opperde om het nummer geheel om te bouwen. Het kwam op het album How Dare You! terecht en werd als single uitgegeven. De B-kant werd gevormd door (opnieuw) How Dare You.
Het nummer kent veel tempo- en ritmewisselingen.

## Musici
- Eric Stewart - zang, gitaar, piano, achtergrondzang
- Graham Gouldman - basgitaar, sitar, contrabas, zessanerenbas, achtergrondzang
- Lol Creme - gitaar, moog, vibes, achtergrondzang
- Kevin Godley - slagwerk, achtergrondzang.

## Lijsten
Het lied haalde in Zweden (1 week op 18) en Nieuw-Zeeland (7 weken en hoogste plaats 25) de hitparades. In Nederland haalde het ook de hitparade, maar toen was het al 1991, een heruitgave.

### Single Top 100
| "I’m Mandy Fly Me" in de Nederlandse Single Top 100 binnen: 27-04-1991 | "I’m Mandy Fly Me" in de Nederlandse Single Top 100 binnen: 27-04-1991 | "I’m Mandy Fly Me" in de Nederlandse Single Top 100 binnen: 27-04-1991 | "I’m Mandy Fly Me" in de Nederlandse Single Top 100 binnen: 27-04-1991 | "I’m Mandy Fly Me" in de Nederlandse Single Top 100 binnen: 27-04-1991 | "I’m Mandy Fly Me" in de Nederlandse Single Top 100 binnen: 27-04-1991 | "I’m Mandy Fly Me" in de Nederlandse Single Top 100 binnen: 27-04-1991 | "I’m Mandy Fly Me" in de Nederlandse Single Top 100 binnen: 27-04-1991 | "I’m Mandy Fly Me" in de Nederlandse Single Top 100 binnen: 27-04-1991 |
| Week:                                                                  | 1                                                                      | 2                                                                      | 3                                                                      | 4                                                                      | 5                                                                      | 6                                                                      | 7                                                                      |                                                                        |
| ---------------------------------------------------------------------- | ---------------------------------------------------------------------- | ---------------------------------------------------------------------- | ---------------------------------------------------------------------- | ---------------------------------------------------------------------- | ---------------------------------------------------------------------- | ---------------------------------------------------------------------- | ---------------------------------------------------------------------- | ---------------------------------------------------------------------- |
| Positie:                                                               | 99                                                                     | 85                                                                     | 68                                                                     | 59                                                                     | 50                                                                     | 61                                                                     | 80                                                                     | uit                                                                    |

### NPO Radio 2 Top 2000
| Nummer met noteringen in de NPO Radio 2 Top 2000 | '00 | '01 | '02 | '03 | '04 | '05  | '06 | '07 | '08 | '09 | '10  | '11  | '12  | '13  | '14  |
| ------------------------------------------------ | --- | --- | --- | --- | --- | ---- | --- | --- | --- | --- | ---- | ---- | ---- | ---- | ---- |
| I'm Mandy Fly Me                                 | 832 | -   | 576 | 554 | 687 | 1046 | 857 | 734 | 757 | 909 | 1817 | 1127 | 1683 | 1858 | 1833 |

1. ↑  Een '-' betekent dat het nummer niet was genoteerd en een vetgedrukt getal geeft de hoogste notering aan.
2. ↑  2000 was het eerste jaar met een notering voor dit nummer.
3. ↑  Deze tabel is bijgewerkt tot en met de laatste editie (2024).

Graham Gouldman · Eric Stewart · Kevin Godley · Lol Creme

Paul Burgess · Rick Fenn · Stuart Tosh · Duncan Mackay · Tony O'Malley